# Miriam González Durántez

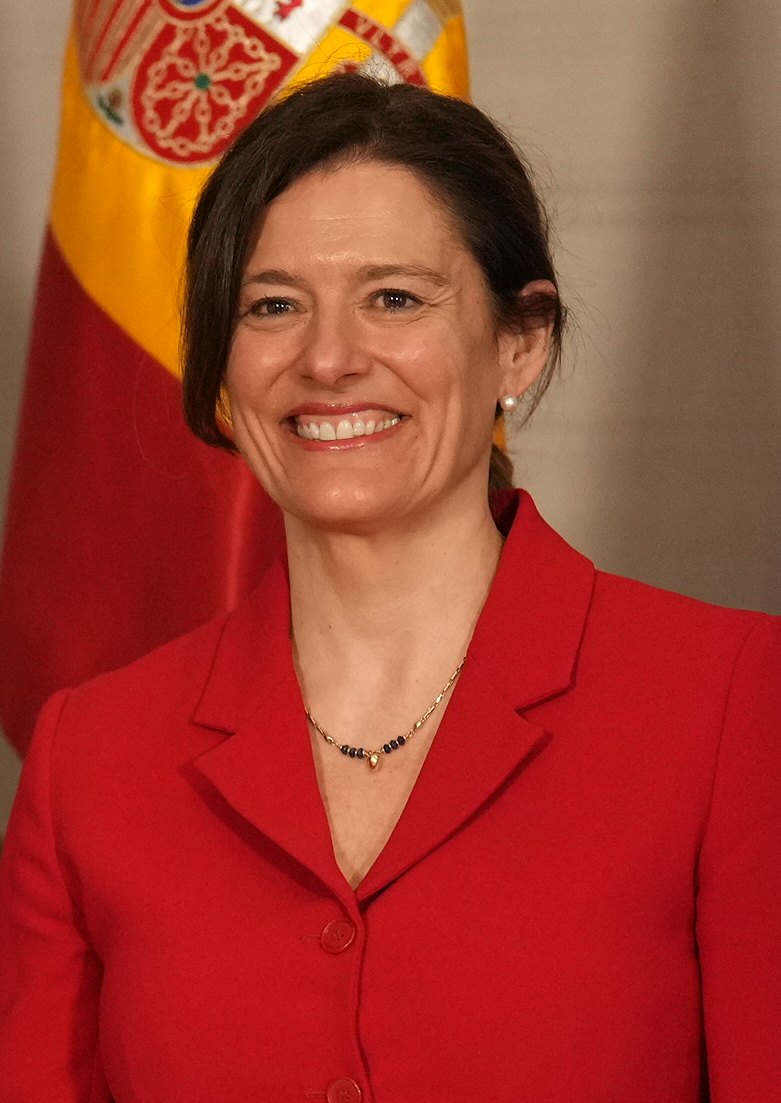
Miriam González (2024)

Miriam González Durántez (* 31. Mai 1968 in Olmedo, Provinz Valladolid) ist eine spanische Juristin, Unternehmerin und Bürgerrechtlerin, die auf internationales Recht und EU-Handelsrecht spezialisiert ist. Sie ist Gründerin der internationalen Initiative Inspiring Girls und der spanischen Plattform España Mejor. Medienberichten zufolge wird sie als mögliche Parteivorsitzende einer neuen liberalen Zentrumspartei in Spanien gehandelt.

## Leben

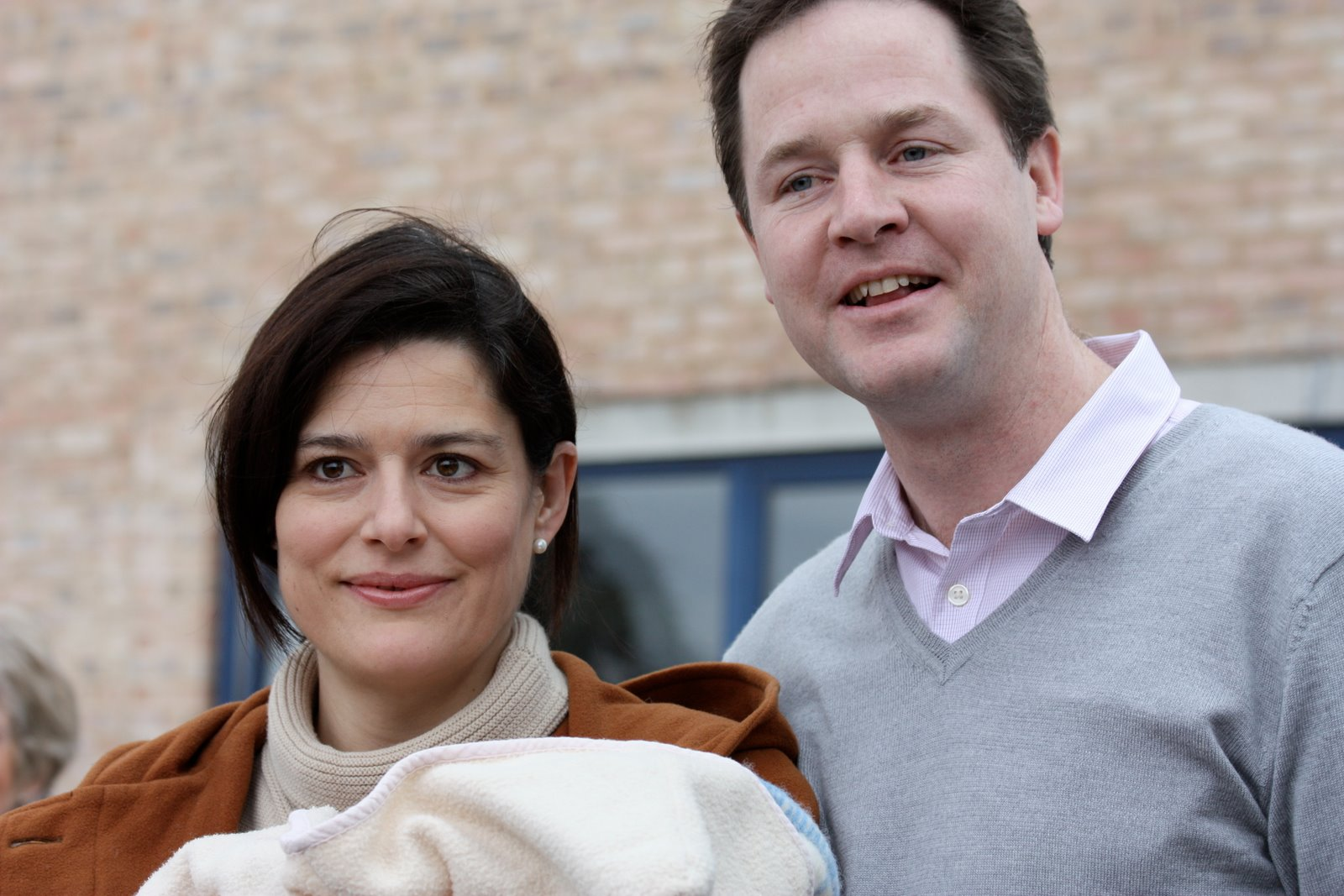
González mit ihrem Ehemann Nick Clegg und einem ihrer Söhne (2009)

González wurde 1968 in Olmedo in der spanischen Provinz Valladolid geboren. Ihr Vater, José Antonio González Caviedes, war Bürgermeister von Olmedo und von 1989 bis zu seinem Tod 1996 Senator für den konservativen Partido Popular.
Sie studierte Rechtswissenschaften und spezialisierte sich auf internationales und EU-Handelsrecht. Ihre berufliche Laufbahn umfasste mehr als acht Jahre bei der Europäischen Kommission, wo sie in den Kabinetten von EU-Kommissaren wie Chris Patten und Benita Ferrero-Waldner tätig war. Zudem arbeitete sie als juristische Beraterin im britischen Außenministerium und als WTO-Verhandlungsführerin.
González war Mitglied in Aufsichtsräten großer Unternehmen wie Acciona, Mattel und Altrys. 2018 gründete sie das Beratungsunternehmen Altius Advisory zur Förderung von Wirtschaftsentwicklungen in Afrika.
Sie ist mit dem ehemaligen britischen Vizepremierminister Nick Clegg verheiratet und hat mit ihm drei Söhne. Nach Stationen in Brüssel, London und Kalifornien pendelt sie regelmäßig zwischen London und Spanien.

## Wirken
International bekannt wurde González durch ihren Einsatz für Gleichstellung und Frauenförderung. 2013 initiierte sie im Vereinigten Königreich die Kampagne Inspiring Women, aus der später die internationale Organisation Inspiring Girls hervorging. Diese vernetzt Mädchen zur Sichtbarmachung beruflicher Vorbilder weltweit mit erfolgreichen Frauen.
Im Jahr 2023 gründete sie die spanische Bürgerplattform España Mejor (Besseres Spanien), die sich für eine stärkere Beteiligung der Zivilgesellschaft an der Politik einsetzt. Zu den von ihr formulierten Zielen zählen eine neue Wasserpolitik, eine wirklichkeitsnahe Wohnungspolitik, mehr und bessere Arbeitsplätze, Steuererleichterungen für junge Menschen sowie die Abschaffung besonderer rechtlicher Privilegien für rund 250.000 Amtsträger in Spanien. In Interviews forderte sie unter anderem die Verringerung von Unternehmensabgaben zur Förderung von Beschäftigung sowie den Bau bzw. die Sanierung von 700.000 Wohnungen für den sozialen und erschwinglichen Mietmarkt innerhalb von drei bis acht Jahren.
In politischen Reden und Medienauftritten kritisierte sie Korruption, Klientelismus und die Polarisierung in Spanien. Im August 2025 wurde bekannt, dass die europäische liberale Parteienfamilie Renew Europe sowie ehemalige Mitglieder von Ciudadanos sie als Spitzenkandidatin einer neuen liberalen Zentrumspartei in Spanien in Betracht ziehen.
Bislang hat González keine endgültige Entscheidung über eine Kandidatur getroffen, äußerte jedoch, dass sie im Falle eines Scheiterns der Zivilgesellschaft bei der „Reinigung der Politik“ die Gründung einer eigenen Partei erwägen würde.